# Luis Ximenez Fyvie
Luis Ximenez Fyvie es un jinete mexicano que compitió en la modalidad de salto ecuestre. Ganó dos medallas en los Juegos Panamericanos de 1995, plata por equipos y bronce individual.

## Palmarés internacional
| Juegos Panamericanos | Juegos Panamericanos      | Juegos Panamericanos | Juegos Panamericanos |
| Año                  | Lugar                     | Medalla              | Categoría            |
| -------------------- | ------------------------- | -------------------- | -------------------- |
| 1995                 | Mar del Plata (Argentina) | Medalla de plata     | Por equipos          |
| 1995                 | Mar del Plata (Argentina) | Medalla de bronce    | Individual           |